# バイオフィルム

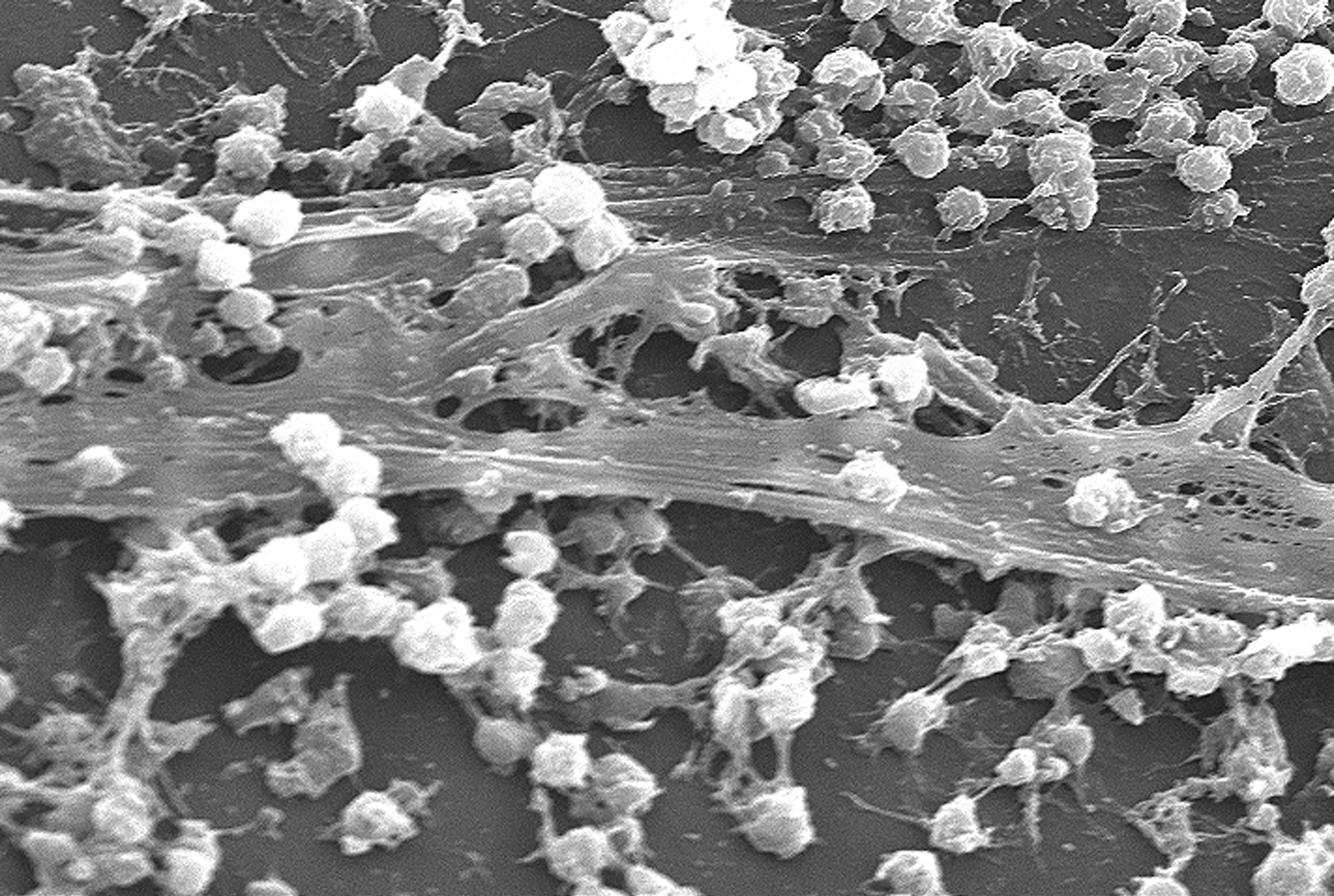
カテーテルに生成した黄色ブドウ球菌のバイオフィルム

バイオフィルム（biofilm）、菌膜（きんまく）とは、固体や液体の表面に付着した微生物が形成する生物膜。

## 概要
身近な例としては、歯垢や台所のヌメリなどがある。自然界にも広く存在し、基質と水があれば、あらゆる場所に存在する。たとえば、水中の石の表面についている膜状のものなどが当てはまる。バイオフィルム内では嫌気性菌から好気性菌、従属栄養から独立栄養のものまで様々な種類の微生物が存在し、その中で様々な情報伝達を行いながらコミュニティを形成していると考えられている。異種微生物間の情報伝達物質としてクオルモンが注目されている。

### 医療におけるバイオフィルム
医療においては、カテーテル内に黄色ブドウ球菌などがバイオフィルムを形成することが問題となる。これは、バイオフィルム内の細菌は、抗生物質や免疫に対する抵抗性が高くなるからである。この場合ファージセラピーの有効性も認められ、ロシアとグルジアで採用されている。
歯科医療では、口腔二大疾患のう蝕と歯周病が共にバイオフィルム感染症であることから、予防、治療、予後のどの場面においても、抗生物質の効かない厄介なバイオフィルムにどう対処するかが大きな課題である。歯は固体で液体の唾液に囲まれており、口腔内は温度的にも栄養的にもバイオフィルムの繁殖に最適である。さらに歯は皮膚や粘膜のように剥落しないため、バイオフィルムが定着、成長しやすい。歯科衛生士が歯の表面を用具で、必ずしもすべてではないがバイオフィルムを除去する。

### 生態系におけるバイオフィルム
岩石や堆積物、堆積物粒子、植物、大型藻類の表面など、あらゆる場所に存在している。バイオフィルムの内部と外部では、微生物の生息密度が異なる。たとえば水中では、生息密度に数百〜数千倍の差があるという。バイオフィルム内には、細菌はもちろん、原生動物、藻類など、多種多様な生物が生息している。自然界における物質の転換、浄化作用などにも深く関与していると考えられている。
また、岩などの表面でバイオフィルムを食べる貝の食料となっている。
発酵食品の表層に形成されるバイオフィルムは、ペリクル（薄膜）と呼ばれる。

## バイオフィルムの構造

### 大まかな構造

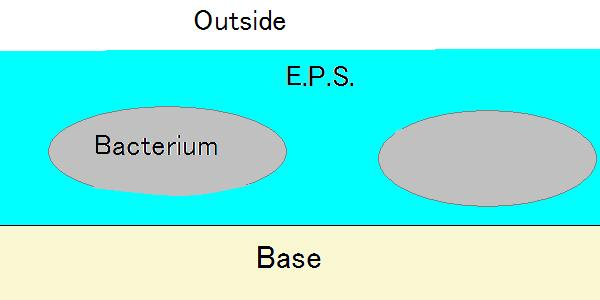
バイオフィルムの構造の簡略図

基質に付着した細菌が、細胞外多糖(EPS, extracellular polysaccharide）を分泌する。
EPSはバリアーや運搬経路の役割を果たし、環境変化や化学物質から内部の細菌を守る。
そういった作用により、生息密度の高い閉鎖的なコロニーが形成され、恒常性が保たれる。

### 構造の詳細
栄養状態、温度、光など様々な条件により、規模や形態が異なる。フィルムと名にあるが、多くは立体的な構造を持つ。コロニー内にも環境条件の違いが存在し、種の棲み分けもみられる。ここでは、下図「微生物とそのコロニーの変遷」にある、キノコ型のコロニーを説明する。このコロニーでは、いくつかの孤立したバイオフィルムが密集し、部分的にバイオフィルム同士が融合している。フィルムの下部には、隙間が多く形成され、水や養分を通す経路となる。

## バイオフィルムの成り立ち

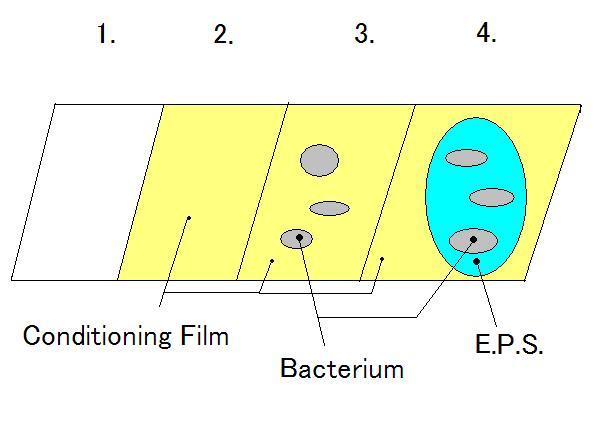
裸地からコロニーの変遷

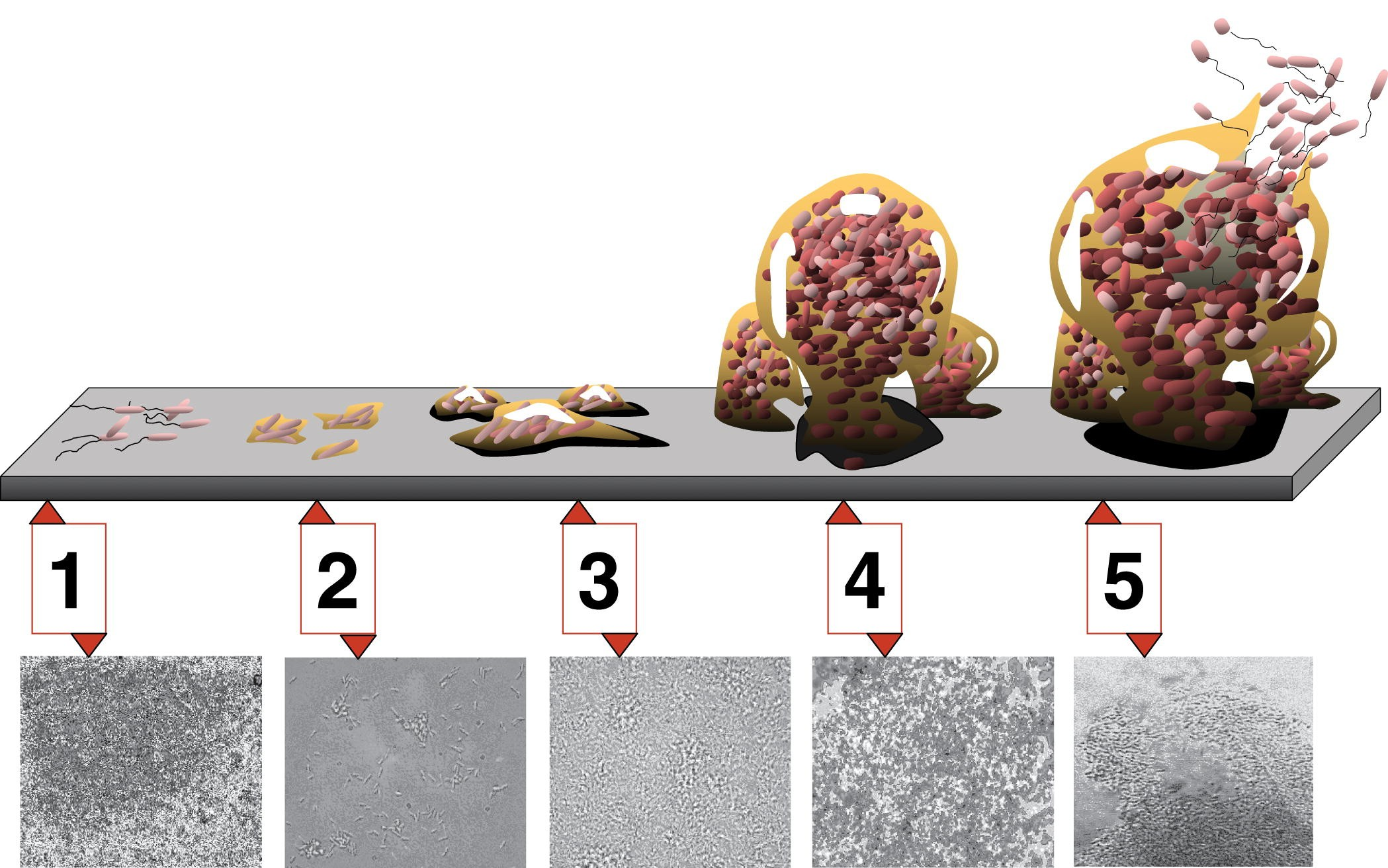
微生物とそのコロニーの変遷

### 基質とバイオフィルムの変遷
この節では、基質からバイオフィルム形成までの大まかな流れを説明する。
1. 裸の基質
2. 有機物やイオンが付着し、コンディショニングフィルムという膜が出来る。
3. 細菌が付着し始める。定着と脱離を繰り返しながら、徐々に生息数を増やす。
4. EPSによるコロニーが形成される。

### 微生物とそのコロニーの変遷
この節では、微生物とそのコロニーの詳細を説明する。
1. 細菌付着
2. EPSを分泌しはじめる
3. バイオフィルムが形成される
4. バイオフィルムは厚みを増し、コロニーが巨大化する
5. 内部が過密になると、コロニーが破壊され、細菌が放出される

細菌が付着と脱離を繰り返しながら、徐々にバイオフィルムが形成される。バイオフィルムのコロニーには、複数種の微生物が生息し、動的平衡を保つ。棲む微生物は、環境により異なるが、細菌類以外の微生物が生息している場合も多い。単一種のみで形成されるコロニーは、自然界には稀である。形成後のバイオフィルムも、常に脱離や溶菌が起こっているため、安定したものではない。バイオフィルムという呼び名は、極相林のような変遷の終着点というより、形成された後に変化する形態すべてを指している。ある程度大きくなると、コロニーが崩壊し、細菌が放出される。

## コロニー内での細菌の生活
コロニー内に、細菌が高密度に生息しているため、生活型はコロニー外と異なる。EPSや構造の隙間を利用して物質のやり取りを行う、と考えられている。EPSは、構造の支持体や防護膜として機能するだけではなく、養分の運搬・保持、酵素の伝達など、内部環境の恒常性を保つ役割も担う。また、バイオフィルム内に暮らす細菌は、EPSを通じて情報伝達物質のやり取りを行うと考えられている。こういった作用により、バイオフィルム内の環境は外部と大きく異なる。そのため、バイオフィルムの内部では、細菌の形態が相変異により異なる場合がある。細菌の構成種にも違いがみられる。たとえば、バイオフィルム内の奥部で嫌気性細菌が活動している場合がある。

## バイオフィルムの形成抑制
バイオフィルムの形成を抑制するには物体表面の清浄を保つことが第一とされている。
食品添加物の中では、界面活性剤のショ糖脂肪酸エステルに、食中毒菌のバイオフィルム形成抑制活性がある。
また緑茶に含まれる没食子酸エピガロカテキン (EGCG) には大腸菌のバイオフィルム形成抑制活性があり、EGCGが大腸菌だけでなく口腔内細菌のバイオフィルム形成も抑制するとする研究も存在する。

## バイオフィルムの除去
バイオフィルムが形成されると消毒剤がききにくくなるなど衛生管理上問題がある。
- 化学的除去 - 洗浄剤による除去[1]
- 生物的除去 - 酵素による除去[1]
- 物理的除去 - 高圧洗浄や超音波による除去[1]